# Tuláctví

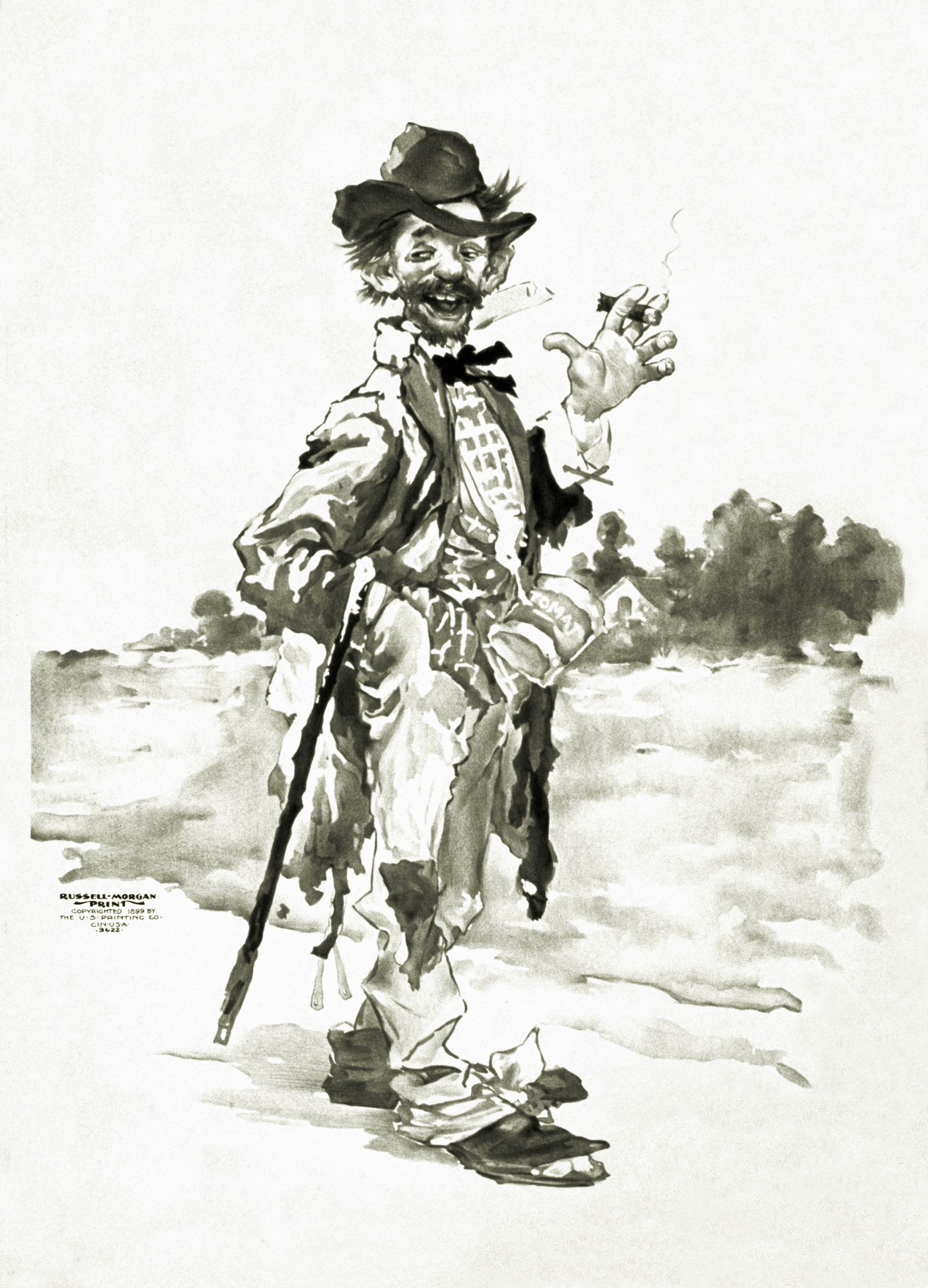
Karikatura tuláka

Tuláctví je svérázný druh životního stylu, tulák je osoba bez stálého zaměstnání, která se potuluje z místa na místo a živí se příležitostnými pracemi nebo především žebrotou. Jde přitom o osobu práce schopnou, oproti tomu se staré osoby nebo handicapované, kteří objektivně pracovat nemohou, se do pojmu tuláctví obvykle nezahrnují. Zvláštní americká varianta tuláka se nazývá hobo.
Tuláci nebývají většinovou společností zpravidla přijímáni pozitivně, jsou z vlastní vůle sociálně vyloučeni. Vzhledem k množství kriminálních jedinců, kteří mezi tuláky patří, reaguje státní moc na jejich existenci jak preventivními, tak represivními opatřeními. V minulosti bylo tuláctví dokonce trestné a např. podle rakouských zákonů z let 1885 a 1871 mohly být provinilé osoby za potulku umístěny až na tři roky do donucovací pracovny, nebo postrkem hnány do své domovské obce.